# Coppell
Coppell város az USA Texas államában, Dallas és Denton megyében. Lakosainak száma 42 983 fő (2020. április 1.).

## Népesség
A település népességének változása:

| 2010 | 38 659 |
| 2020 | 42 983 |